# Boeotië
Boeotië (uitspraak: beuootsië of beeootsië; ook gespeld Beotië; Grieks: Βοιωτία, Oudgrieks: Boiotia, Nieuwgrieks: Viotia) is een gebied van ongeveer 2500 km² in Midden-Griekenland dat is vernoemd naar de stam de Boeoten. Het is tevens een periferie-district (perifereiaki enotita) binnen de bestuurlijke regio (periferia) Centraal-Griekenland.

## Geografie
Het grenst in het westen aan Phocis, in het zuiden aan de Korinthische Golf, in het oosten aan het Cithaeron-gebergte en in het noorden aan Locris. De zee-engte van Euboea vormde lang de natuurlijke oostgrens. Het gebied is in het noorden heuvelachtig en in het zuiden bergachtig, waaronder de Parnassus, waarvan de hoogste top 2.457 meter hoog is en waarvan de twee hoogste toppen vaak met sneeuw bedekt zijn. Daartussen ligt een vlak laagland, overheerst door de vallei van de rivier de Kifisos.

## Geschiedenis
In de oudheid waren de Boeotiërs volgens het vooroordeel saai, hoewel bekende personen als Pindarus, Hesiodus, Epaminondas, Pelopidas en Plutarchus ervandaan kwamen.
De oudste sporen van nederzettingen dateren uit de oude steentijd en zijn gevonden bij het Copaïs-meer. De Boeotiërs hadden al vroeg betrekkingen met Thessalië en het Macedonische grensgebergte bij Epirus. De belangrijkste heiligdommen waren dat van Poseidon in Onchestus en dat van de nationale godin Athene Itonia bij Coronea.
Boeotië speelde een belangrijke rol in verschillende mythen. In een bekende legende was Thebe met zijn Cadmische bevolking een vesting en Orchomenus, waar de Minyërs woonden, een ondernemende handelsstad. De bloei van deze stad wordt bevestigd door archeologische opgravingen. De Boeotiërs lijken het land vanuit het noorden te zijn binnengegaan, mogelijk voor de Dorische invasie. Uitgezonderd de Minyers gingen de plaatselijke volken al snel volledig in de immigranten op.

Kaart van Boeotië met alle belangrijkste steden op aangeduid.

De belangrijkste stad van Boeotië was Thebe, dat, centraal gelegen en militair sterk, een goede hoofdstad was. Andere belangrijke steden waren Orchomenus, Plataea en Thespiae. De Thebanen probeerden continu de andere steden op te slokken en een gezamenlijke staat te vormen, precies zoals Athene dat had gedaan met de Attische stadstaten. De steden verdedigden zich hier met succes tegen en stonden alleen een losse federatie toe die aanvankelijk slechts religieus van aard was.
In tegenstelling tot de Arcadiërs verdedigden de Boeotiërs zich over het algemeen wel gezamenlijk tegen buitenlandse vijanden, maar de onderlinge strijd was wel slecht voor de ontwikkeling van het land. Tot de 6e eeuw v.Chr. speelde Boeotië in de geschiedenis nauwelijks een rol.
Toen het land in 480 v.Chr. in de Perzische oorlogen door de Perziërs werden binnengevallen hielp Thebe hen hierbij. Als straf hiervoor werd de stad het voorzitterschap van de Boeotische Bond ontnomen, maar na de Slag bij Tanagra in 457 v.Chr. werd de stad door de Spartanen weer aan het hoofd gezet als bolwerk tegen de Atheense agressie. Athene nam wraak door Boeotië aan te vallen veroverde na de Slag bij Oenophyta het gehele land behalve Thebe. De tien jaar daarop bleef het land via nieuwe democratieën onder Atheens gezag, maar in 447 v.Chr. kwam het volk in opstand en na de Slag bij Coronea kregen de Boeotiërs hun onafhankelijkheid terug.
In de Peloponnesische Oorlog vochten de Boeotiërs fanatiek tegen de Atheners en in 424 v.Chr. versloegen ze hen in de Slag bij Delium.
De Boeotische Bond bestond rond deze tijd uit elf groepen van zelfstandige steden die elk een boeotarch of minister van oorlog en buitenlandse zaken kozen, zestig afgevaardigden naar de bondsraad in Thebe zonden en een contingent van 1000 voetsoldaten en 100 paarden aan het leger bijdroegen. Alle belangrijke besluiten moesten worden goedgekeurd door de individuele steden opdat de centrale overheid niets tegen hun wil in zou kunnen ondernemen.
Boeotië speelde een prominente rol in de oorlog van de Korinthische Bond tegen Sparta, met name bij Haliartus en de Slag bij Coronea (395-394 v.Chr.). De Boeotiërs vochten mee in alle veldtochten van Epaminondas tegen Sparta (Slag bij Leuctra, 371 v.Chr.) en in de oorlogen tegen Phocis van 356 tot 346 v.Chr. Bij het contact met Philippus II van Macedonië volgden de steden Thebe.
Na de verwoesting van Thebe door Alexander de Grote in 335 v.Chr. was bij de Boeotiërs in politiek opzicht de puf eruit. Ze streefden nooit meer naar een onafhankelijk beleid en volgden voortaan de leiding van andere machten. Het werd voor hen steeds moeilijker de grenzen te verdedigen en het gebied was regelmatig een slagveld. Uitgezonderd de deelname aan de Aetolische Bond (rond 245 v.Chr.) sympathiseerde Boeotië in het algemeen met Macedonië en steunden hun koningen in de strijd tegen Rome.
Boeotië werd in de Eerste Mithridatische oorlog grotendeels verwoest en sindsdien is het het land nooit meer echt goed gegaan.

## Plaatsen[2]
| Plaats        | Hoofdplaats (vroeger) | Postcode | GEMEENTE                  | Hoofdplaats van de gemeente |
| ------------- | --------------------- | -------- | ------------------------- | --------------------------- |
| Akraifnia     | Akraifnio             | 322 00   | Orchomenos                | Orchomenos                  |
| Aliartos      |                       | 322 01   | Aliartos                  | Aliartos                    |
| Arachova      |                       | 320 04   | Distomo-Arachova-Antikyra | Distomo                     |
| Chaironeia    |                       | 321 00   | Leivadia                  | Leivadia                    |
| Davleia       |                       | 320 08   | Leivadia                  | Leivadia                    |
| Dervenochori  | Pyli                  | 190 12   | Tanagra                   | Schimatari                  |
| Distomo       |                       | 320 05   | Distomo-Arachova-Antikyra | Distomo                     |
| Koroneia      | Agios Georgios        | 320 07   | Livadeia                  | Leivadia                    |
| Levadeia      |                       | 321 00   | Livadeia                  | Leivadia                    |
| Oinofyta      |                       | 320 11   | Tanagra                   | Schimatari                  |
| Orchomenos    |                       | 323 00   | Orchomenos                | Orchomenos                  |
| Plataies      | Kaparelli             | 322 00   | Thiva (Thebe)             | Thiva (Thebe)               |
| Schimatari    |                       | 320 09   | Tanagra                   | Schimatari                  |
| Tanagra       | Arma                  | 322 00   | Tanagra                   | Schimatari                  |
| Thiva (Thebe) |                       | 322 00   | Thiva (Thebe)             | Thiva (Thebe)               |
| Thespies      |                       | 320 02   | Aliartos                  | Aliartos                    |
| Thisvi        | Domvraina             | 320 10   | Thiva (Thebe)             | Thiva (Thebe)               |
| Vagia         |                       | 320 02   | Thiva (Thebe)             | Thiva (Thebe)               |
| Antikyra      |                       | 320 12   | Distomo-Arachova-Antikyra | Distomo                     |
| Kyriaki       |                       | 320 06   | Leivadia                  | Leivadia                    |

Acarnanië · Achaea · Aenianië · Aetolië · Aperantië · Arcadië · Argolis · Athamanië · Attica · Boeotië · Chalkidiki · Chaonië · Dassaretië · Dolopië · Doris · Elis · Epirus · Evia · Histiaeotis · Korinthië · Laconië · Lokris · Macedonië · Magnesië · Malis · Megaris · Messenië · Molossis · Mygdonië · Oetaea · Parauaea · Pelagonië · Pelasgiotis · Perrhaebië · Phocis · Phthiotis · Piërië · Thesprotië · Thessaliotis · Thessalië · Tymphaea